# Pyrenopsis separans
Pyrenopsis separans är en lavart som beskrevs av Johan Hulting. Pyrenopsis separans ingår i släktet Pyrenopsis, och familjen Lichinaceae. Arten är reproducerande i Sverige.